# Antonio Paso Díaz
Antonio Paso Díaz (Madrid 8 de septiembre de 1895 -  Madrid 3 de diciembre de 1966) fue un autor, empresario teatral y guionista de cine español. 

## Biografía
Pertenece a una familia de autores muy entregados al mundo del teatro; era hijo del autor Antonio Paso y Cano y sobrino del periodista Manuel Paso y Cano. Padre de la actriz Encarna Paso. También en la familia se encontraron Manuel Paso Andrés, Alfonso Paso Gil y María Paso.

## Obras
- Perico de Aranjuez (1918) con música de Eduardo Fuentes Oejo y Manuel Gómez Camarero.
- El terror de las mujeres (1918) con música de Eduardo Fuentes Oejo.
- La mancha de la mora (1921) con música de Celestino Roig.
- El amor de Friné (1922) con música de José Forns Quadras.
- La piscina de buda (1923) con música de Vicente Lleó, Reveriano Soutullo y Juan Vert.
- Rosalina opereta (1924) con música de Ernesto Lecuona.
- La veneciana (1925) con música de José Forns Quadras.
- Las mujeres de Lacuesta (1926) con Francisco García Loygorri y música de Jacinto Guerrero.
- El espejo de las doncellas (1927) con música de Manuel Penella.
- ¡Ris, Ras! (1927) con música de Pablo Luna y Manuel Penella.
- Los verderones (1929) con Francisco Torres y música de Jacinto Guerrero.
- El huevo de Colón (1931) con música de Manuel Penella.
- Las noches de Montecarlo (1935).
- Las de armas tomar (1935) con Francisco Garcia Loygorry y música de Francisco Alonso.
- ¡Robame esta noche! (1947) con Manuel Paso Andrés y música de Francisco Alonso.
- Escalera de color (1947) con su hermano Enrique Paso Díaz.
- Me gustan todas (1951)colaborando con Antonio Paso y Cano.
- El rey del gallinero 1956 colaborando con Tony Leblanc y Augusto Algueró.
- ¡Coja usted la onda! (1957) colaborando de nuevo con los anteriores.
- La de la falda de céfiro (1945) con música de Juan Martínez Báguena y Antonio González Álvarez.
- La casa de salud.
- El Otelo de Zamora junto a su hermano Manuel Paso Andrés.
- Pobrecitas millonarias (1961).